# Schempp-Hirth Gö-4
Die Gö-4 (Abkürzung für Göppingen 4; auch Goevier genannt) ist ein doppelsitziges Segelflugzeug in Holzbauweise mit nebeneinander angeordneten Sitzen.

## Geschichte
Mit der doppelsitzigen Gö-4 wurde von Wolf Hirth und Wolfgang Hütter auf Basis des Gö-3 Minimoa erstmals ein Schul- und Übungsflugzeug mit nebeneinanderliegenden Sitzen geschaffen. Dies ist für Segelflugzeuge ungewöhnlich, da die Tandemanordnung mit hintereinandersitzenden Piloten wegen der damit möglichen geringeren Kabinenquerschnitte aus Gründen der Flugleistung bevorzugt wird.
Im Herbst 1937 absolvierte ein Zweisitzer seinen Erstflug. Die Gö-4 war speziell als Schulungsflugzeug konzipiert worden. Hatte die Gö-2 noch den Nachteil, dass die Sitze hintereinander angeordnet waren, saßen in der Gö-4 Lehrer und Schüler nun pädagogisch optimal nebeneinander. Um den Rumpf dennoch möglichst schmal halten zu können, fanden äußere Schulter und Arm jedes Insassen in der Flügelwurzel Platz. Die Rumpfbreite betrug dadurch nur 92 cm. Dieses Detail ging auf Entwürfe Ulrich und Wolfgang Hütters zurück.
Inzwischen waren die Räume in Göppingen für die gesteigerte Produktion zu klein geworden. Mit dem Serienbau der Gö-4 wurde im neuen Standort Kirchheim unter Teck begonnen.
Nach der Musterzulassung im Februar 1939 ging das Segelflugzeug bei der Firma Sportflugzeugbau Göppingen Martin Schempp in den Serienbau. Es wurden insgesamt 120 Stück gebaut.
Nach dem Ende des Zweiten Weltkriegs und der Wiederzulassung des Segelflugs im Jahr 1951 baute die Wolf Hirth GmbH in Nabern/Teck unter der Bezeichnung Gö-4 III eine kleine Serie, die einen verkürzten Rumpf und einen verstärkten Holm besaßen. Nach 21 gebauten Exemplaren wurde die Fertigung zugunsten der Lizenzproduktion des Doppelraab eingestellt.

## Konstruktion
Das Flugzeug ist ein freitragender Mitteldecker. Der Rumpf und die Tragflächen sind aus Sperrholz hergestellt. Das Seitenleitwerk ist freitragend, das Höhenleitwerk nach unten verstrebt.

## Nutzung
Die Gö-4 gehörte zur Zeit ihres Baues zu den Hochleistungsseglern und wurde auch auf Wettbewerben und zur Schulung eingesetzt. Vom 1. bis 3. Juni 1939 flogen Führinger und Hofmann am Hundsheimer Kogel mit 49 Stunden und 45 Minuten einen neuen Dauerweltrekord. Wolf Hirth entwickelte auf der Basis dieses Entwurfes die Hi-20, einen der ersten Motorsegler mit Klapptriebwerk.

## Technische Daten
| Kenngröße         | Daten      |
| ----------------- | ---------- |
| Besatzung         | 1          |
| Passagiere        | 1          |
| Länge             | 6,74 m     |
| Spannweite        | 14,8 m     |
| Flügelfläche      | 19 m²      |
| Flügelstreckung   | 11,5       |
| Gleitzahl         | 19         |
| Geringstes Sinken | 1 m/s      |
| Leermasse         | 180 kg     |
| Startmasse        | 350 kg     |
| Flächenbelastung  | 18,4 kg/m² |

## Erhaltene Flugzeuge
Heute existieren nur noch wenige Gö-4, die von Oldtimer-Clubs geflogen und gepflegt werden.
Nicht flugfähige Exemplare sind im Deutschen Segelflugmuseum mit Modellflug auf der Wasserkuppe und der Flugwerft Schleißheim ausgestellt.